# Arriba y Adelante
Arriba y Adelante es una localidad del municipio de Huimanguillo ubicado en la subregión de la Chontalpa del estado mexicano de Tabasco.

## Geografía
La localidad de Arriba y Adelante se sitúa en las coordenadas geográficas 17°28′03″N 93°34′13″O / 17.467500, -93.570278, a una elevación de 50 metros sobre el nivel del mar.

## Demografía
Según el Conteo de Población y Vivienda 2020, efectuado por el Instituto Nacional de Estadística y Geografía, la localidad de Arriba y Adelante tiene 82 habitantes, de los cuales 42 son del sexo masculino y 40 del sexo femenino. Su tasa de fecundidad es de 4.04 hijos por mujer y tiene 19 viviendas particulares habitadas.
| Gráfica de evolución demográfica de Arriba y Adelante entre 1990 y 2020 |
|                                                                         |
| INEGI.                                                                  |